# Wimauma, Florida
Wimauma, Florida (енгл. Wimauma) насељено је место без административног статуса у америчкој савезној држави Флорида.

## Демографија
По попису из 2010. године број становника је 6.373, што је 2.127 (50,1%) становника више него 2000. године.
| Група             | 2000.         | 2010.         |
| Белци             | 805 (19,0%)   | 1.201 (18,8%) |
| Афроамериканци    | 315 (7,4%)    | 393 (6,2%)    |
| Азијати           | 9 (0,2%)      | 58 (0,9%)     |
| Хиспаноамериканци | 3.095 (72,9%) | 4.680 (73,4%) |
| Укупно            | 4.246         | 6.373         |